# Neodymium-magneetballetjes

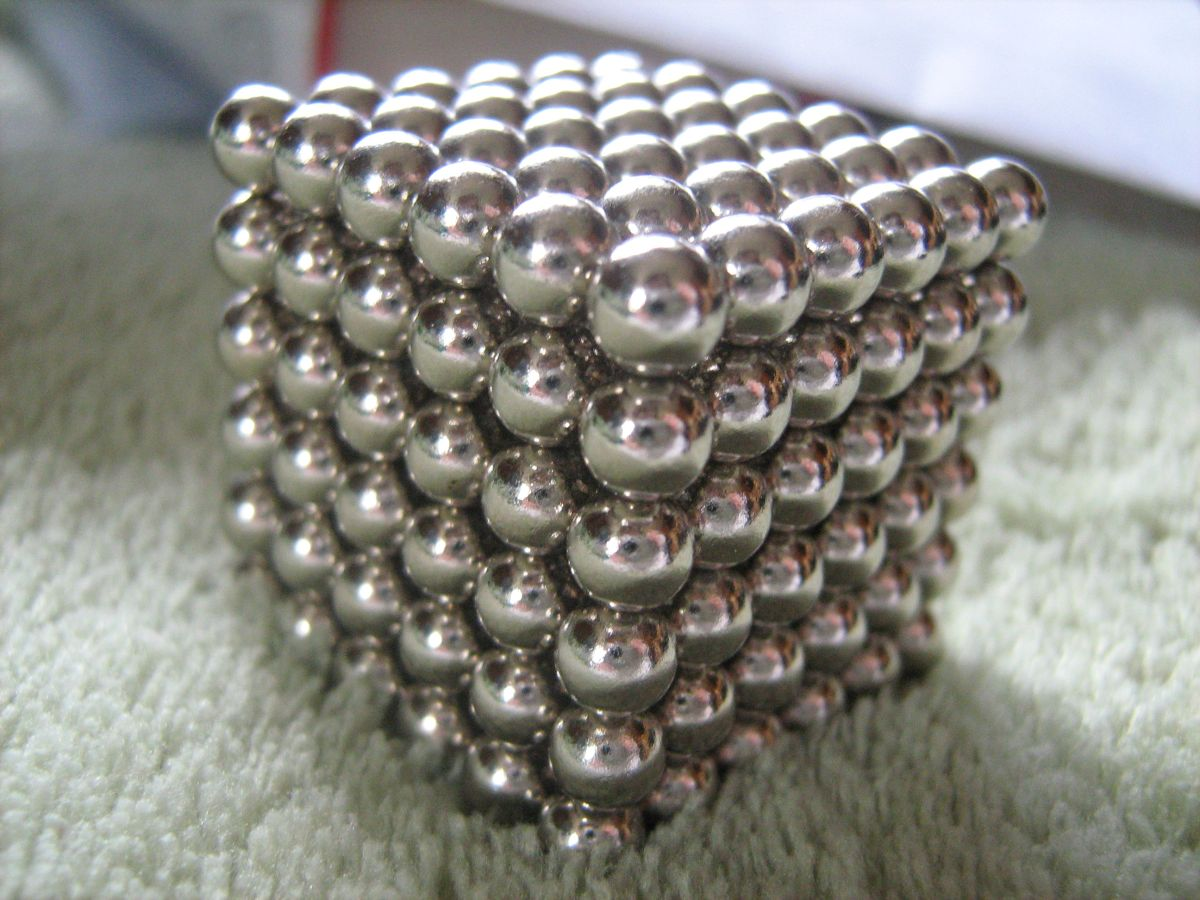
NeoCube

Neodymium-magneetballetjes zijn speelgoed dat bestaat uit neodymium-ijzer-boor bolmagneten met  een diameter van 5 mm waarmee allerlei figuren kunnen worden gemaakt. De neodymium magneten hebben een magnetische fluxdichtheid tussen de 0,45 en 0,52 tesla. 
Met de magneten uit een set zijn allerlei geometrische figuren te maken. Er zijn diverse merken beschikbaar, waaronder Neocubes, Nanodots, Magneetballetjes, Buckyballs, Desk Dots en Zen Magnets.
Ze zijn in 2005 bedacht door Chris Reda. Hij kreeg het idee doordat hij magneetjes gebruikte om zijn bureaumateriaal bijeen te houden.